# Edelweiss (canción)

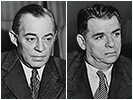
Imagen de Rodgers y Hammerstein.

«Edelweiss» (también escrita como Edelweiß) es una canción compuesta en 1959 por Rodgers y Hammerstein para la obra musical: The Sound of Music. El título del tema viene de la flor alpina del mismo nombre. Su primer intérprete fue el actor Theodore Bikel en el papel de Cp. Georg von Trapp.
En el musical, el personaje cantaba el sencillo junto a su familia al final del segundo acto como una declaración de patriotismo austriaco frente a las presiones del régimen nazi para que se uniera a las fuerzas navales germanas tras el Anschluss. La canción en sí guarda un mensaje indirecto de despedida al que fue su país haciendo uso de la flor como símbolo de lealtad a Austria.
En 1965 se produjo la adaptación cinematográfica. En esta ocasión, Christopher Plummer (como Georg von Trapp) interpreta la canción y redescubre el amor por la música y sus hijos.

## Composición
Mientras la producción teatral estuvo en producción, Richard Rodgers "buscó" la manera de cómo Von Trapp debía transmitir un mensaje de despedida a la Austria que conoció y "amó". Junto a Oscar Hammerstein II escribió una versión extendida para el Festival de Kaltzberg (Festival de Salzburgo en la película) en el final de la obra.
Mientras componían el tema, pensaron en el instrumento con el que se debería interpretar la canción, en este caso una guitarra y varios cantantes de música folk siendo Bikel el escogido. En el borrador del dúo Lindsay and Crouse profundizaron en la planta como el símbolo de Austria que perduraría en los corazones de la familia Von Trapp a pesar de la anexión de Austria al III Reich. En el musical se pudo ver como Gretl le hacía entrega de un ramillete de Edelweiss a la Baronesa Elsa Schröeder durante su visita a la Mansión von Trapp.
Rodgers ofreció una simple, pero emotiva atmósfera con una melodía a ritmo de vals con un estilo ritornello. A lo largo de los años, esta canción ha sido una de las composiciones más reconocidas por el dúo Rodgers y Hammerstein.
Fue la última composición de Hammerstein, ya que murió nueve meses después de su estreno en los Teatros de Broadway.

## Adaptación cinematográfica

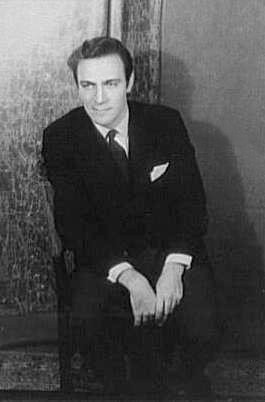
Plummer interpretó al Capitán von Trapp en el film.

A diferencia de la producción teatral, Edelweiss suena en al menos tres ocasiones (una a modo de vals) en la adaptación cinematográfica de Robert Wise. Ernest Lehman, guionista del film se inspiró en el borrador de Howard Lindsay y Russel Crouse (léase arriba) en el que Von Trapp (interpretado por Christopher Plummer) interpretó el tema musical junto a Liesl (Charmian Carr) y con los demás (Julie Andrews y los niños) en los minutos finales de la película durante la escena del Festival de Salzburgo. Cabe destacar que las monjas de la abadía (entre el público) hicieron los coros y animaron a los presentes a acompañarles en protesta ante la situación a la que el nazismo llevó al país. Otro dato a destacar es que uno de los comandantes del Reich cantó en barítono como muestra de mayor lealtad a Austria que a la Alemania Nazi.

## Errores culturales
La gran popularidad del tema musical llevó a mucha gente a pensar que Edelweiss era una canción folclórica austriaca o incluso el himno nacional. En el presente se llama Land der Berge, Land am Strome y en aquel entonces (antes del Anschluss) Sei gesegnet ohne Ende. En realidad el edelweiss es una flor que crece en los Alpes austriacos y que aparece en el reverso de la moneda de 2 céntimos de euro; antes de adoptar la nueva moneda europea, aparecía en el reverso de 1 chelín. La flor goza de protección natural y está prohibido arrancarlas de su entorno. También se utiliza como emblema del Ejército Federal Austriaco.
Otra confusión similar es Ol' Man River, también compuesta por Hammerstein para el musical Show Boat del cual se creía era una obra sobre la espiritualidad afroamericana". Alyson McLamore escribió en su libreto musical:

La última canción compuesta por Hammerstein era Edelweiss: un pequeño y hermoso homenaje a una flor austriaca que causó un efecto en la población del país alpino igual al que Ol' Man River en la afroamericana.

Hugh Fordin escribió una biografía del compositor y destaca «la habilidad de los autores para emular la calidad de la auténtica música folclore... Ol' Man River era más que perfecta para el alma negra... Treinta años después compuso Edelweiss de la cual se creyó que era una canción popular aunque se compuso para The Sound of Music».
En su autobiografía de 2002, Bikel confirmó los orígenes del tema y añadió que después de sus actuaciones algunos ciudadanos austriacos le comentaron cuan agradable era «volver a escuchar música folk de la de antes».
En el lecho de muerte de Natasha Richardson, Edelweiss fue cantada por su madre Vanessa Redgrave en una conmovedora interpretación.